# فیصل غراس
فیصل غراس (انگلیسی: Faycal Rherras؛ زادهٔ ۷ آوریل ۱۹۹۳) بازیکن فوتبال اهل مراکش است.
از باشگاه‌هایی که در آن بازی کرده‌است می‌توان به باشگاه فوتبال سنت ترویدنس اشاره کرد.
وی همچنین در تیم‌های ملی فوتبال زیر ۲۳ سال مراکش و مراکش بازی کرده‌است.